# Richard Bradley

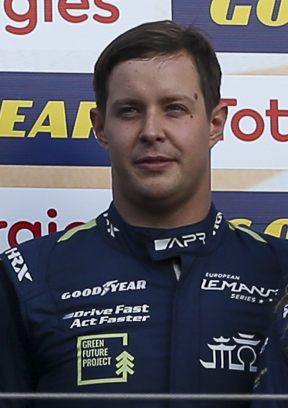
Richard Bradley

Richard Bradley (17 augustus 1991) is een Brits autocoureur.

## Carrière

### Karting
Bradley begon zijn carrière in het karting op elfjarige leeftijd, waarbij hij in verschillende internationale kampioenschappen reed en in 2008 in de KF1 uitkwam.

### Formule BMW
In 2010 maakte Bradley zijn debuut in het formuleracing in de Formule BMW Pacific in Azië voor het team Eurasia Motorsport onder een Singaporese racelicentie. Hij behaalde zeven overwinningen, waarmee hij zowel het rookiekampioenschap als het normale kampioenschap won.

### Formule 3
In 2011 stapte Bradley over naar de Formule 3 in de All-Japan F3 voor het team Petronas Team TOM'S. Hij eindigde als vijfde in het kampioenschap met twee podiumplaatsen en was hiermee de laagst geplaatste van de coureurs die het gehele seizoen deelnamen. Tijdens het seizoen nam hij ook deel aan de Grand Prix de Pau en de Grand Prix van Macau in de Formule 3 International Trophy voor respectievelijk Carlin en TOM'S.
In het daaropvolgende jaar nam Bradley opnieuw deel aan de All-Japan F3 voor TOM'S. Met zes podiumplaatsen eindigde hij als vierde in het kampioenschap. Ook nam hij deel aan de ronde op Spa-Francorchamps in het Europees Formule 3-kampioenschap voor Carlin.

### Super Formula
Bradley maakt in 2013 zijn debuut in de Super Formula, voorheen de Formule Nippon, voor het team KCMG.